# Helmut Krätzig
Helmut Krätzig (* 23. Oktober 1933 in Augsburg; † 9. Juli 2018) war ein deutscher Filmregisseur und Drehbuchautor. Er gehörte zu den bekanntesten Fernsehregisseuren in der DDR, vor allem durch seine zahlreichen Folgen der Krimiserie Polizeiruf 110. 

## Leben
Frühe Jahre
Helmut Krätzig studierte Germanistik bei Hans Mayer in Leipzig. Zu seinen damaligen Kommilitonen gehörten Uwe Johnson und Jochen Ziem.
Regisseur
1959 war er für die Bildregie der Studioinszenierung Maria Stuart unter der Regie von Hannes Fischer verantwortlich, der damals in Dresden Theaterregisseur war.
Seit 1960 drehte Helmut Krätzig zahlreiche Filme für den Deutschen Fernsehfunk, vor allem Krimis. Die ersten waren  meist stark antiwestdeutsch ausgerichtet, 
einige versuchten auch, Alternativen zu westlichen Krimis, wie den Edgar-Wallace-Filmen zu sein. Daneben drehte er auch einige wenige DEFA-Filme für das Kino.
1971 leitete Helmut Krätzig  die erste Folge der neuen Kriminalfilmreihe Polizeiruf 110, Der Fall Lisa Murnau. Danach war er für 19 weitere Folgen dieser beliebten Reihe verantwortlich. 
1990 führte Helmut Krätzig Regie in dem ersten gesamtdeutschen ARD/DFF-Krimi Unter Brüdern  mit den Tatort-Stars Götz George.
Danach gelang es ihm noch, in  fünf weiteren Filmen bis 2002  Regie zu führen.
Letzte Jahre
Über die letzten Jahre von Helmut Krätzig gibt es kaum Informationen. Er starb am 9. Juli 2018 im Alter von 85 Jahren, wahrscheinlich in Berlin oder dessen Umland.

## Charakterisierung als Regisseur
Die meisten Filme von Helmut Krätzig waren gekennzeichnet durch das Bemühen um eine möglichst alltagsgetreue Gestaltung des Umfelds der Handlung. Sie spiegeln  in vielen kleinen Alltagsszenen und -bildern ziemlich authentisch das damalige alltägliche Leben in der DDR wieder.
Mit Plantagenstraße 19 (1979) und besonders Der Direktor (1980) gelangen ihm auch zwei Filme mit gesellschaftskritischen Inhalten, die das Alltagsleben und -probleme in der DDR  beschrieben.
Helmut Krätzig galt  1983 als einer der DDR-Regisseure, die  mit ihren Filmen „in der zu bewältigenden Stoffülle zu unverwechselbarer Individualität gefunden“ hätten.

## Filmografie

### Regie
Helmut Krätzig führte Regie in etwa 50 Filmen, darunter 20 Folgen der Krimireihe Polizeiruf 110. Er schrieb auch die meisten Drehbücher.
- 1960: Gefangene des ewigen Kreises (TV)
- 1962: Indizien – Geständnisse – Beweise. Um Zwölf in der Maskenbar, erste Folge der neuen Krimiserie (TV-Folge)
- 1962:	Tote reden nicht (TV)
- 1963: Blaulicht: Wunder wiederholen sich nicht (TV-Folge)
- 1964: Pension Boulanka (DEFA)
- 1965: Episoden vom Glück (DEFA)
- 1966: Geheimkommando Bumerang (TV)
- 1968: Ich – Axel Cäsar Springer: Vom schweren Anfang (DEFA/TV)
- 1968: Geheimkommando Spree (TV)
- 1969: Geheime Spuren (TV-Mehrteiler)
- 1971: Polizeiruf 110: Der Fall Lisa Murnau (TV-Folge)
- 1972: Polizeiruf 110: Die Maske (TV-Folge)
- 1972: Polizeiruf 110: Der Tote im Fließ (TV-Folge)
- 1972:	Aller Liebe Anfang (TV)
- 1973: Polizeiruf 110: Nachttresor (TV-Folge)
- 1973: Polizeiruf 110: Eine Madonna zuviel (TV-Folge)
- 1974: Polizeiruf 110: Lohnraub (TV-Folge)
- 1974: Die Frauen der Wardins (3 TV-Folgen)
- 1975: Kriminalfälle ohne Beispiel: Mord im Märkischen Viertel (TV-Folge)
- 1975: Das Grashaus oder Die Aufteilung von 35000 Frauen auf zwei Mann (TV)
- 1976: Polizeiruf 110: Eine fast perfekte Sache (TV-Folge)
- 1977: Polizeiruf 110: Des Alleinseins müde (TV-Folge)
- 1977: Polizeiruf 110: Ein unbequemer Zeuge (TV-Folge)
- 1978: Polizeiruf 110: Die letzte Chance (TV-Folge)
- 1979: Plantagenstraße 19 (DEFA)
- 1980/1990: Der Staatsanwalt hat das Wort: Risiko (TV-Folge)
- 1980: Polizeiruf 110: Der Hinterhalt (TV-Folge)
- 1980: Der Direktor (DEFA/TV)
- 1981: Polizeiruf 110: Der Teufel hat den Schnaps gemacht (TV-Folge)
- 1981: Polizeiruf 110: Trüffeljagd (TV-Folge)
- 1982: Benno macht Geschichten (2 TV-Folgen)
- 1983: Im Spiegel (TV)
- 1983: Die lieben Luder (TV)
- 1984: Polizeiruf 110: Draußen am See (TV-Folge)
- 1985: Polizeiruf 110: Treibnetz (TV-Folge)
- 1986: Polizeiruf 110: Mit List und Tücke (TV-Folge)
- 1986: Die Weihnachtsklempner (TV)
- 1987: Polizeiruf 110: Unheil aus der Flasche (TV-Folge)
- 1988: Polizeiruf 110: Flüssige Waffe (TV-Folge)
- 1990: Polizeiruf 110: Ball der einsamen Herzen (TV-Folge)
- 1990: Polizeiruf 110 und Tatort: Unter Brüdern (TV-Folge)
- 1991: Polizeiruf 110: Todesfall im Park (TV-Folge)
- 1993: Ein Fall für zwei: Rache (TV-Folge).
- 1995: Gegen den Wind (TV-Folge)
- 1995: Einsatz für Lohbeck, Folge: Hass (TV-Folge)
- 2002: Die Strandclique (TV-Folge)

### Bildregie und Regieassistenz
- 1959 Maria Stuart (Studioaufzeichnung), Bildregie (Schnitt)
- 1960: Papas neue Freundin (TV), Regieassistenz

### Darsteller
In einigen seiner Filme spielte er kleinere Nebenrollen
- 1960: Papas neue Freundin
- 1978: Plantagenstraße 19, als Brigadeangehöriger
- 1980–1988: Polizeiruf 110. Herr Kneuer (6 Folgen)
- 1980: Der Direktor,  als Schießbudenbesitzer (oder Arbeiter?)
- 1983: Die lieben Luder, als Nachbar
- 1986: Die Weihnachtsklempner, als Weihnachtsmann

## Auszeichnungen
- 1970 Orden Banner der Arbeit (im Kollektiv für den Fernsehfilm Ich – Axel Cäsar Springer)[8]
- 1988 Goldener Bildschirm (Auszeichnung der DDR für den Film Unheil aus der Flasche)[9]
- 1989 Kunstpreis der DDR